# Protocole (diplomatie)
Pour les articles homonymes, voir Protocole.
Ne doit pas être confondu avec Protocole de préséance, Protocole d'accord ou Protocole de soins.

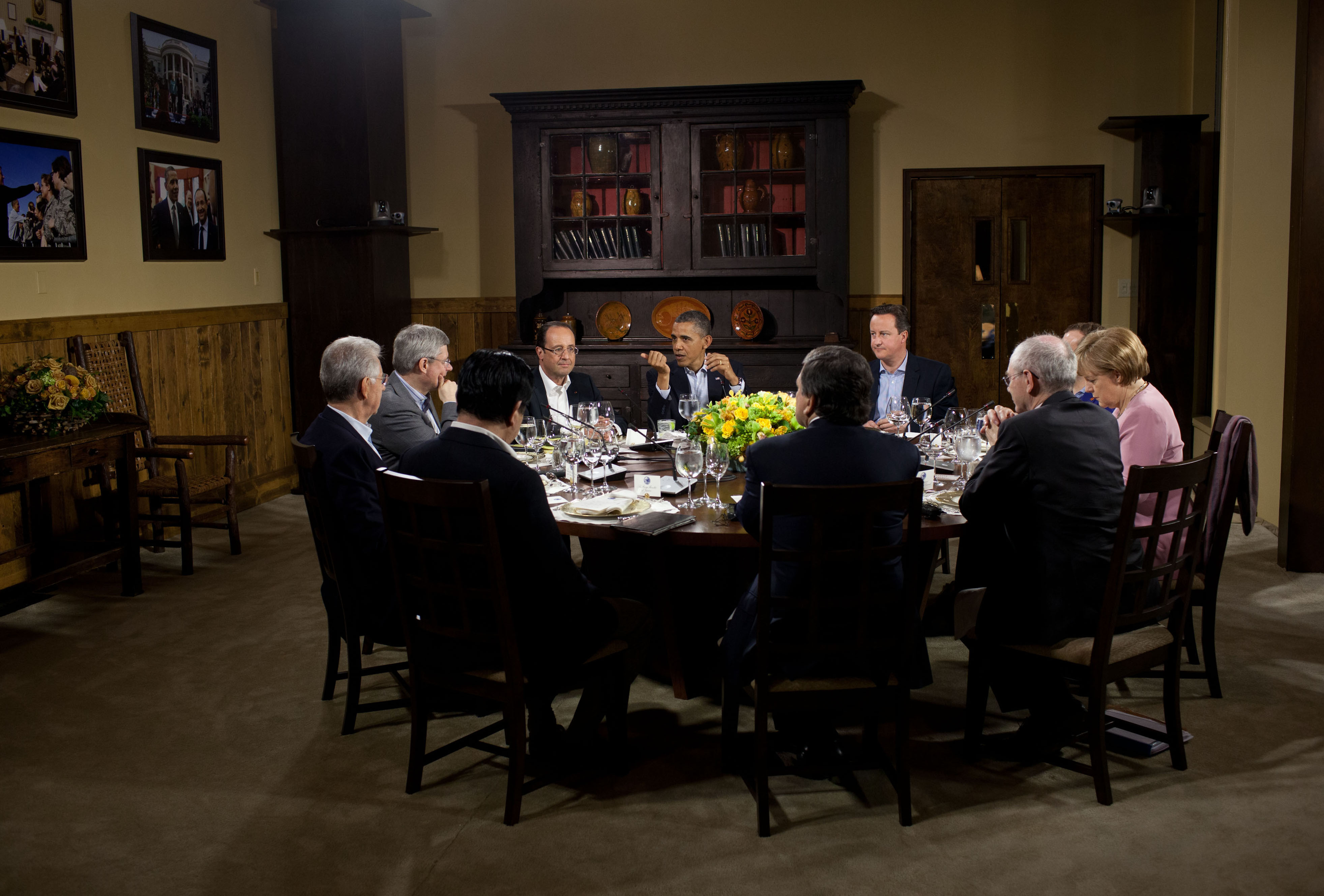
François Hollande et Barack Obama lors du sommet du G8 à Camp David, dans le Maryland, le 18 mai 2012.

En diplomatie, le protocole désigne l'ensemble des règles relatives aux usages recommandés, la bienséance et la civilité dans les relations internationales.
Le protocole diplomatique établit des règles qui définissent le processus des visites d'État, mais aussi des codes vestimentaires, jusqu'à la disposition des sièges lors des rencontres et discussions.
En diplomatie, les processus intergouvernementaux sont soumis à des règles différentes, qui servent à éviter les conflits et à créer une atmosphère propice aux négociations politiques. Plus d'un incident diplomatique a été la raison d'un affrontement militaire.
Les bureaux des chefs d'État et de gouvernements et les ministères des affaires étrangères de la plupart des pays ont leur propre service du protocole qui s'occupe exclusivement du protocole diplomatique et l'ordre protocolaire de préséance. Certaines grandes entreprises ont un service analogue.
Sont également concernés les droits et devoirs des agents diplomatiques dans le pays hôte.

## Sources
- Ministère des Affaires étrangères, Le service du Protocole, consulté le 13/03/2016
- Bibliothèque diplomatique numérique, Cérémonial diplomatique, consulté le 13/06/2024